# کیرووا (باشقیرستان)
کیرووا (انگلیسی: Kirova, Republic of Bashkortostan) یک شهرک در شهرستان کوگارچینسکی جمهوری باشقیرستان در کشور روسیه است.